# Fritz Schmidt (idrottsman)
Fritz Schmidt, född 19 mars 1943 i Mainz, Rheinland-Pfalz, död 12 augusti 2024 i Rüsselsheim am Main, Hessen, var en tysk landhockeyspelare som tävlade för Västtyskland under hans aktiva karriär.
Han tog OS-guld i herrarnas landhockeyturnering i samband med de olympiska sommarspelen 1972 i München.